# Nikos Rogkavopoulos
Nikolaos Agapītos Rogkavopoulos, detto Nikos (in greco Νικόλαος Αγαπητός "Νίκος" Ρογκαβόπουλος?; Amarousio, 27 giugno 2001), è un cestista greco.

## Statistiche

### Eurolega
| Anno      | Squadra        | PG | PT | MP   | TC%  | 3P%  | TL%  | RP  | AP  | PRP | SP  | PP  |
| --------- | -------------- | -- | -- | ---- | ---- | ---- | ---- | --- | --- | --- | --- | --- |
| 2023-2024 | Saski Baskonia | 29 | 6  | 13,5 | 50,0 | 52,1 | 77,3 | 1,7 | 0,5 | 0,5 | 0,1 | 6,1 |
| Carriera  | Carriera       | 29 | 6  | 13,5 | 50,0 | 52,1 | 77,3 | 1,7 | 0,5 | 0,5 | 0,1 | 6,1 |

## Palmarès

### Competizioni nazionali
- Coppa di Grecia: 1

AEK Atene: 2019-20

### Competizioni internazionali
- Coppa Intercontinentale: 1

AEK Atene: 2019